# Vällingby (metrostation)
Vällingby is een metrostation in de Zweedse hoofdstad Stockholm op 16 kilometer van Slussen aan de groene route.

## ABC-stad
Het station en het bovenliggende winkelcentrum zijn het centrum van de Vällingbygroep, een groep wijken die na de Tweede Wereldoorlog ten westen van Islandstorget is gebouwd. Vällingby is gebouwd als ABC-stad (Arbetsplatser, Bostäder, Centrum / Werk, Wonen, Centrumvoorzieningen), een satellietstad die ook de voorzieningen van het stadscentrum biedt voor de omliggende wijken. Het geheel is in samenhang met de aanleg van de metro ontwikkeld en gebouwd, tot de verdere verlenging in 1956 was Vällingby het westelijke eindpunt van de metro.

## Station
Het station is een integraal onderdeel van het winkelcentrum waarbij de zuidoostelijke ingang van het stationsgebouw aan het plein in het winkelcentrum ligt. De noordwestelijke ingang van het stationsgebouw ligt aan het Kirunaplan waar zich ook het busstation en de kerk bevinden. Helemaal aan het noord-westeinde van de perrons is nog een toegang onder het viaduct. Het station heeft 3 sporen waarvan de buitenste door doorgaande treinen worden gebruikt. Het middelste spoor wordt gebruikt om kop te maken en ligt tussen de beide perrons in. Vanaf het middelste spoor is ook de toerit naar het depot bereikbaar die het spoor uit het centrum ongelijkvloers kruist.  

### provisorium
Het station was nog niet af toen op 26 oktober 1952 de westlijn tussen Kungsgatan en Vällingby werd geopend. De reizigers moesten tot 6 april 1954 gebruik maken van een provisorium naast het depot, ongeveer 500 meter ten zuiden van het huidige station.

### kunst
In 1983 is het station opgesierd met vierkante betonnen stadsbomen van kunstenaar Casimir Djuric

## Galerij

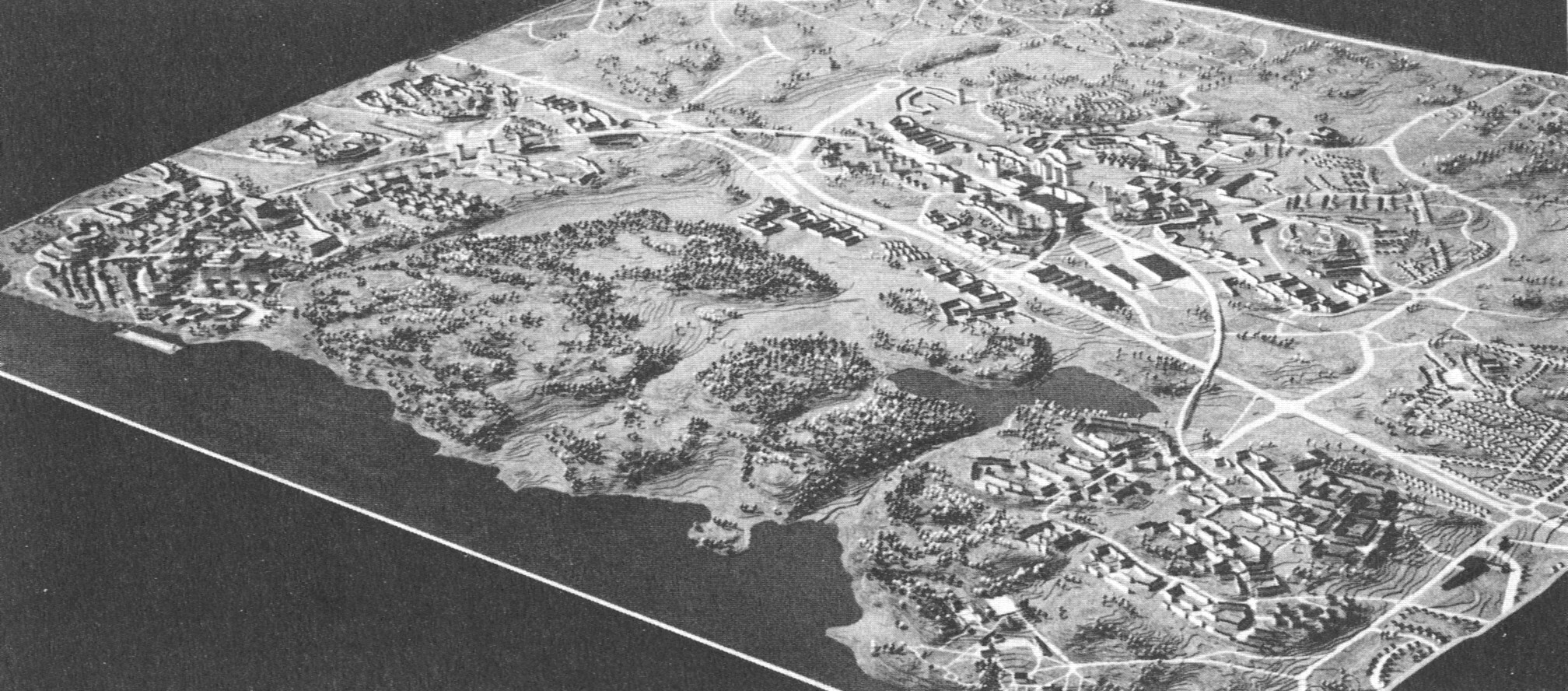
De maquette van de Vällingbygroep, links Hässelby, rechtsonder Blackeberg en rechtsboven Vällingby en Råcksta
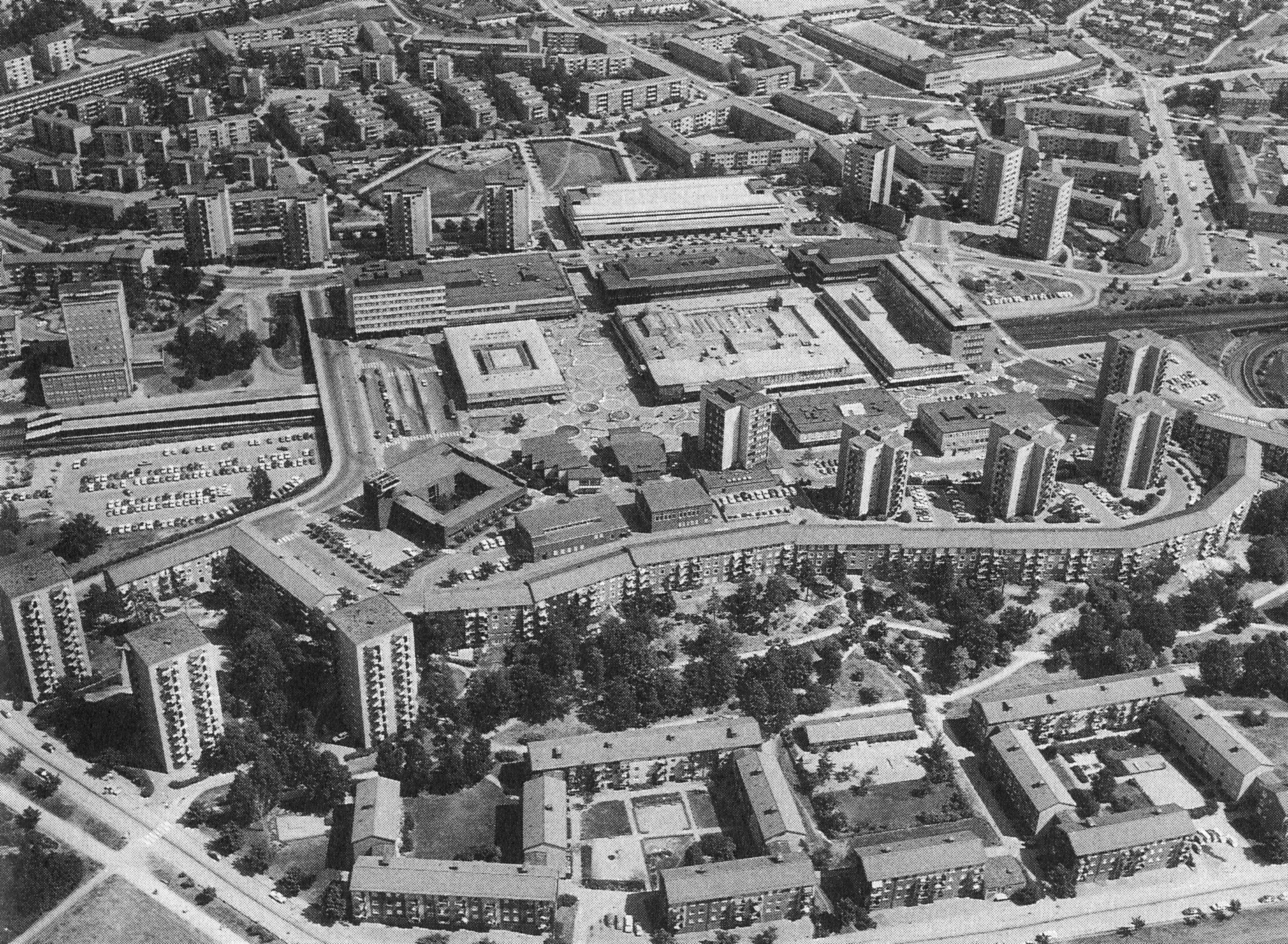
Vällingby in 1960
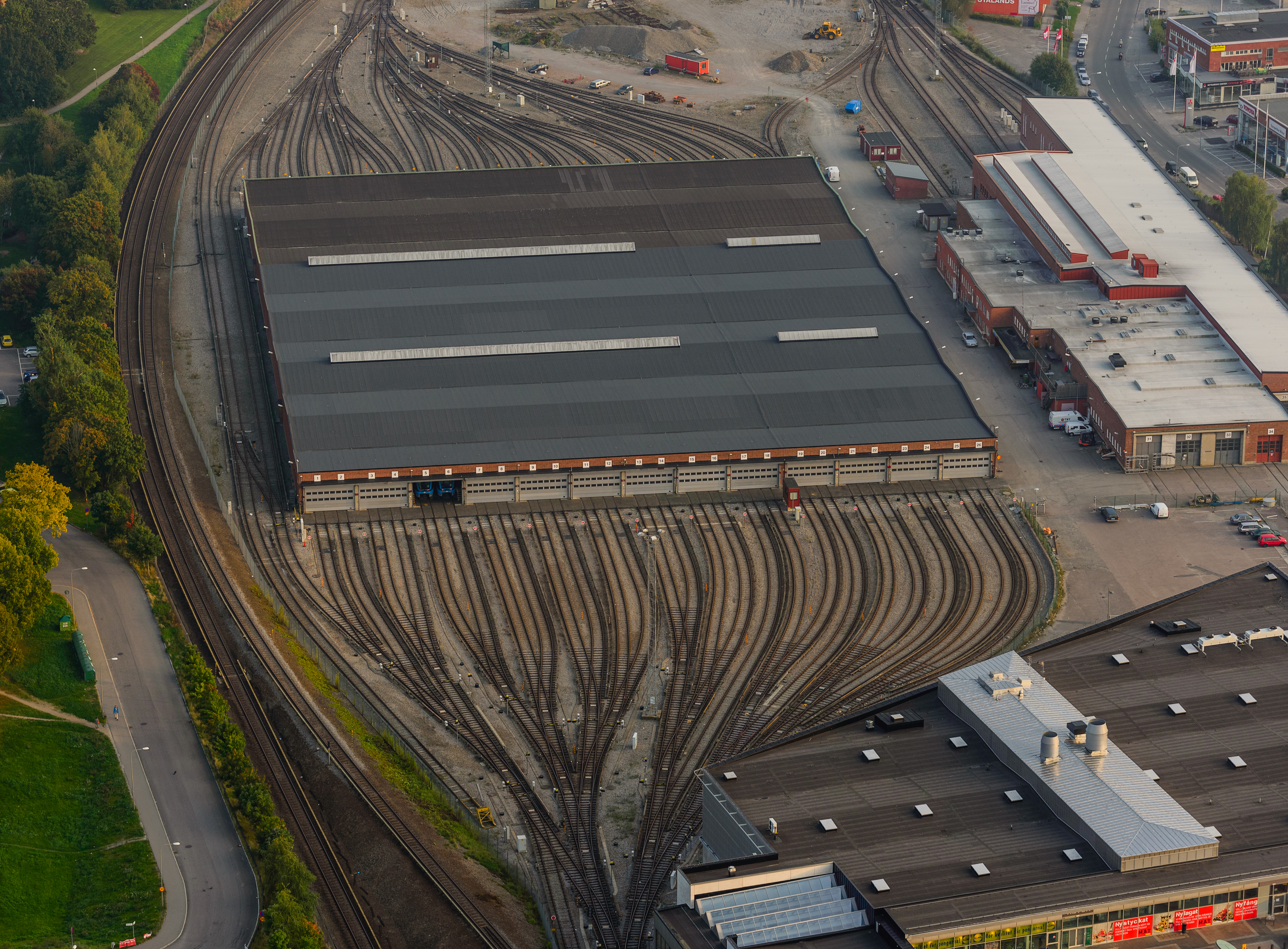
Depot Vällingby
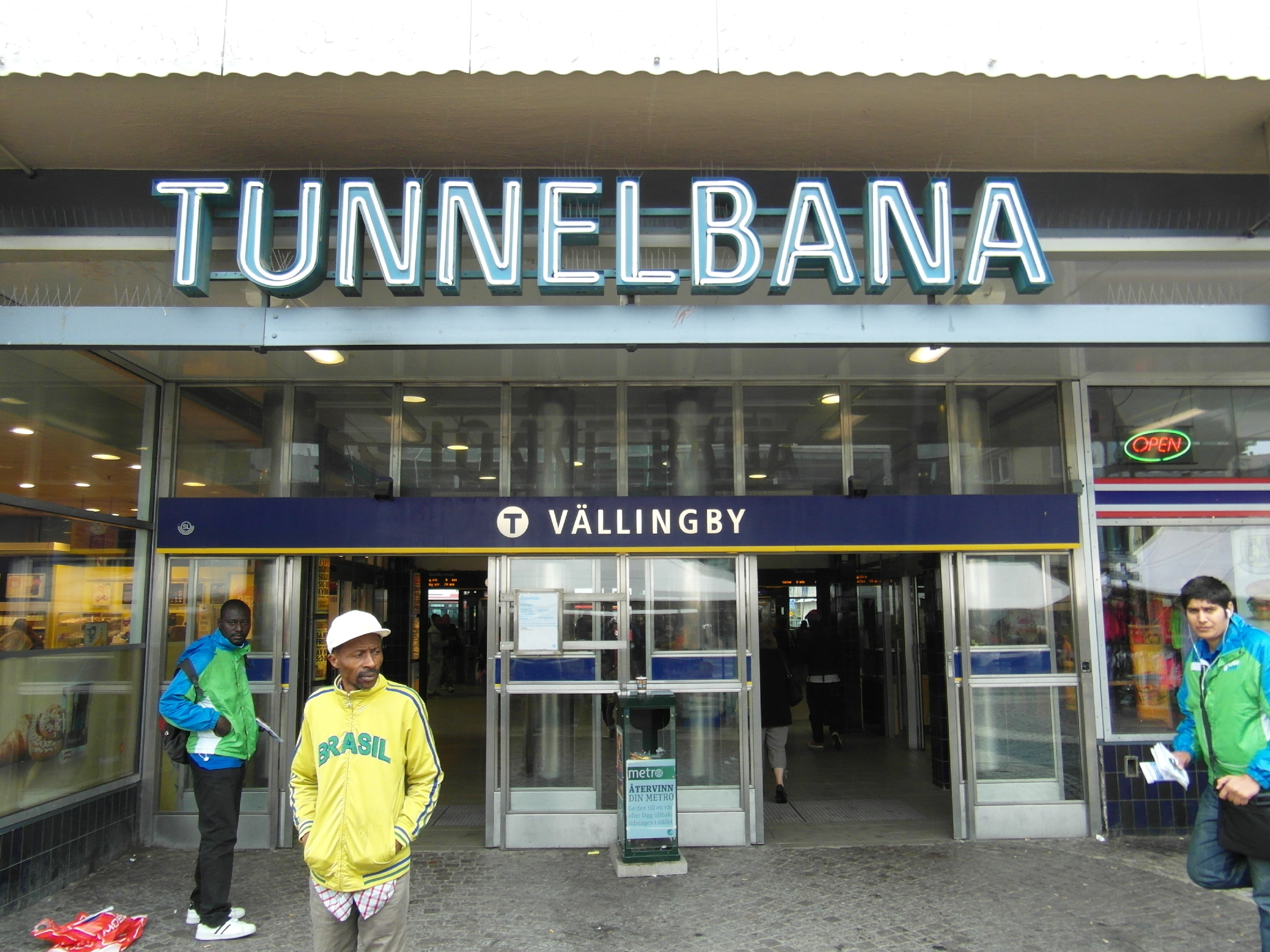
De zuidoostelijke ingang van het station ziet eruit als een van de winkels
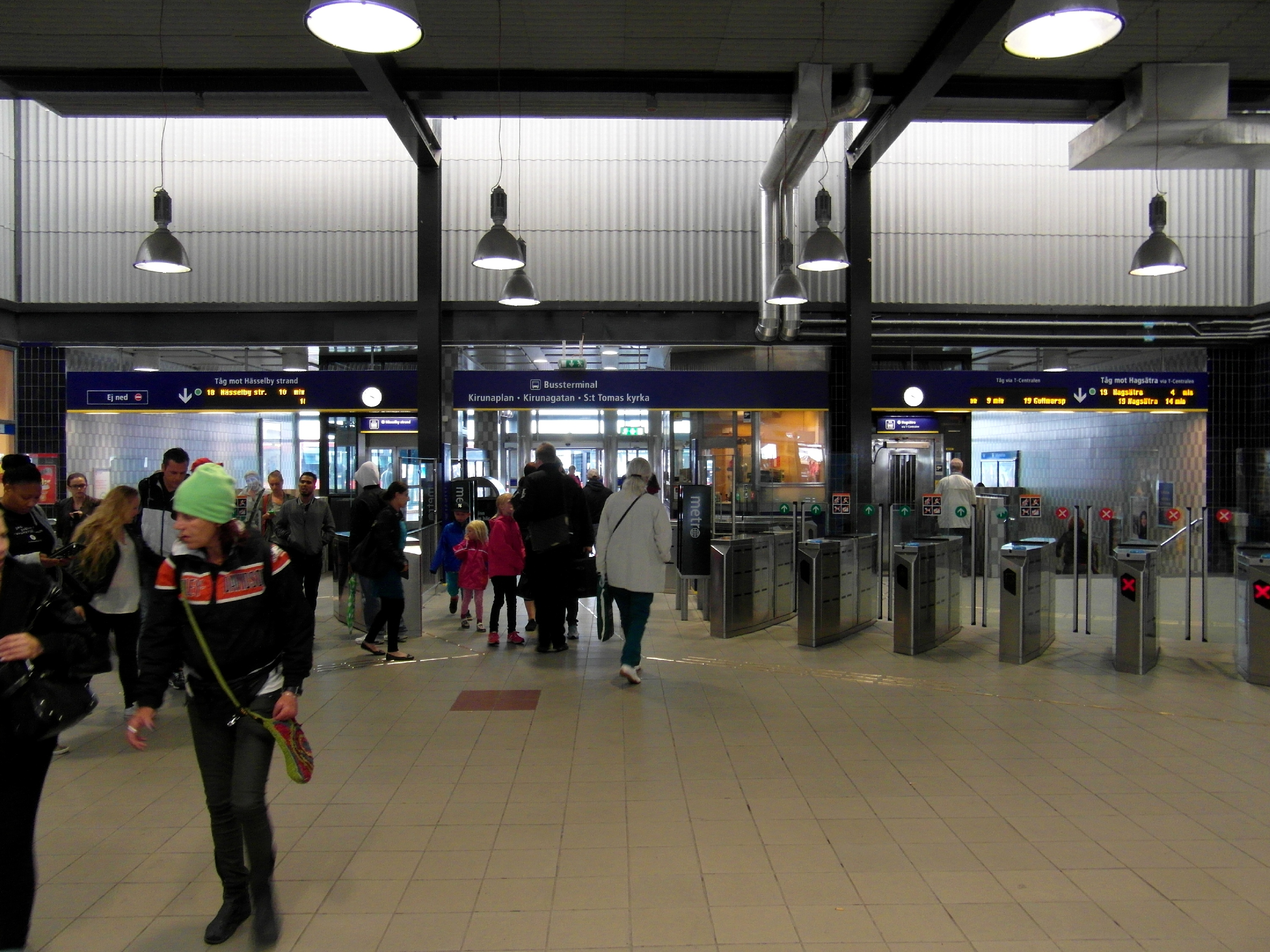
De stationshal met links en rechts van de uitgang de trappen en liften naar de perrons
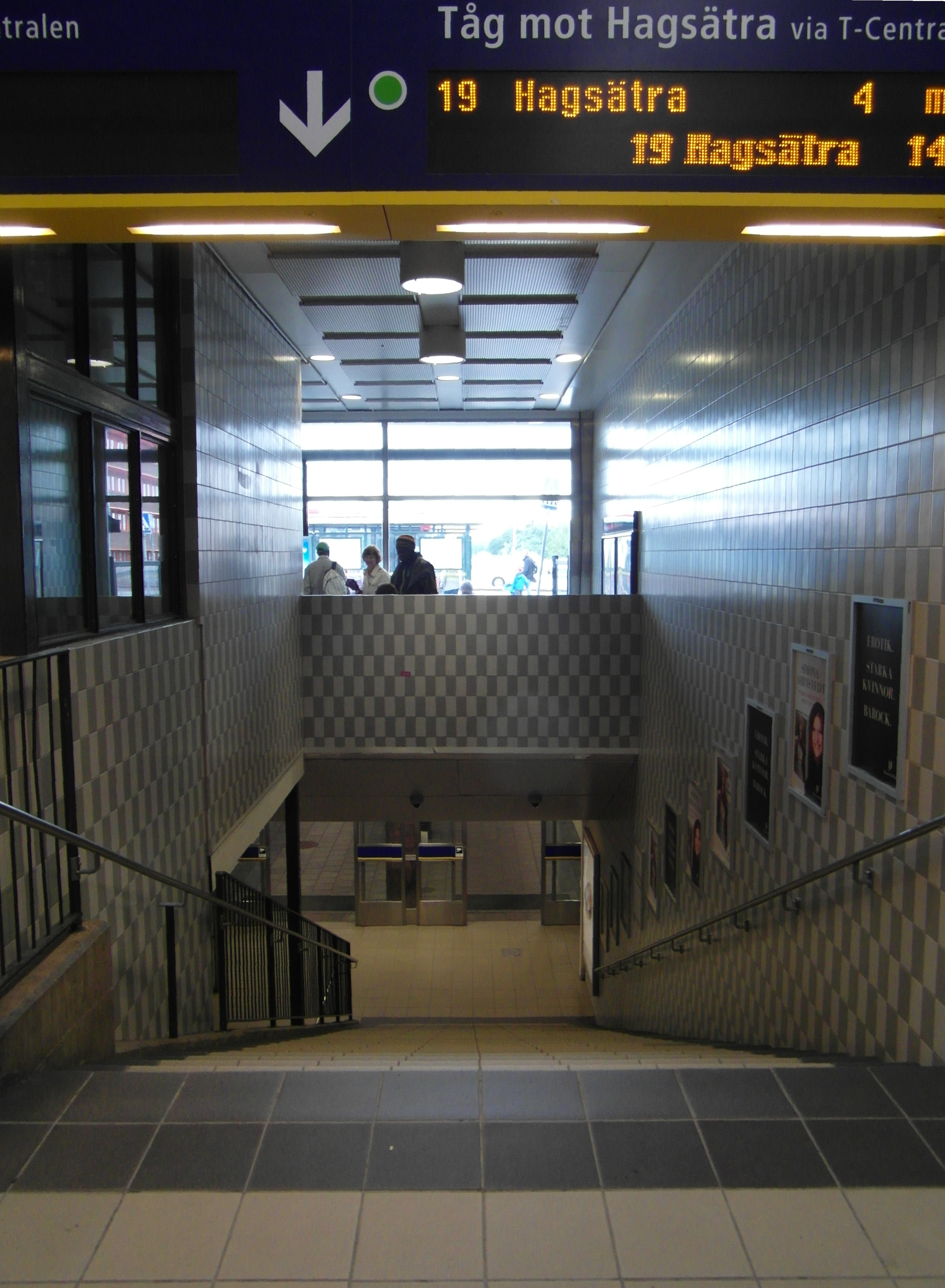
De trap naar het perron
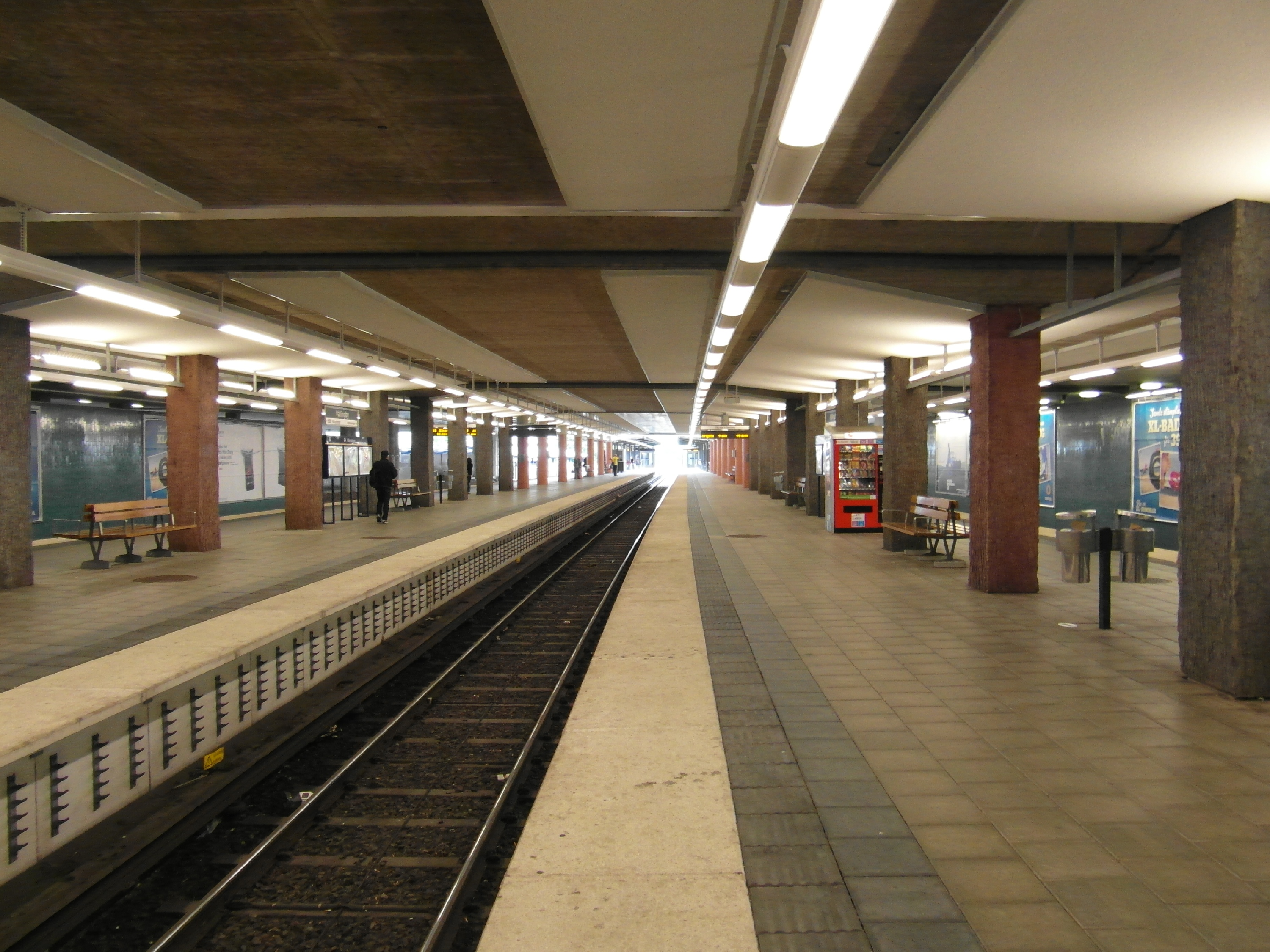
Het ondergrondse deel
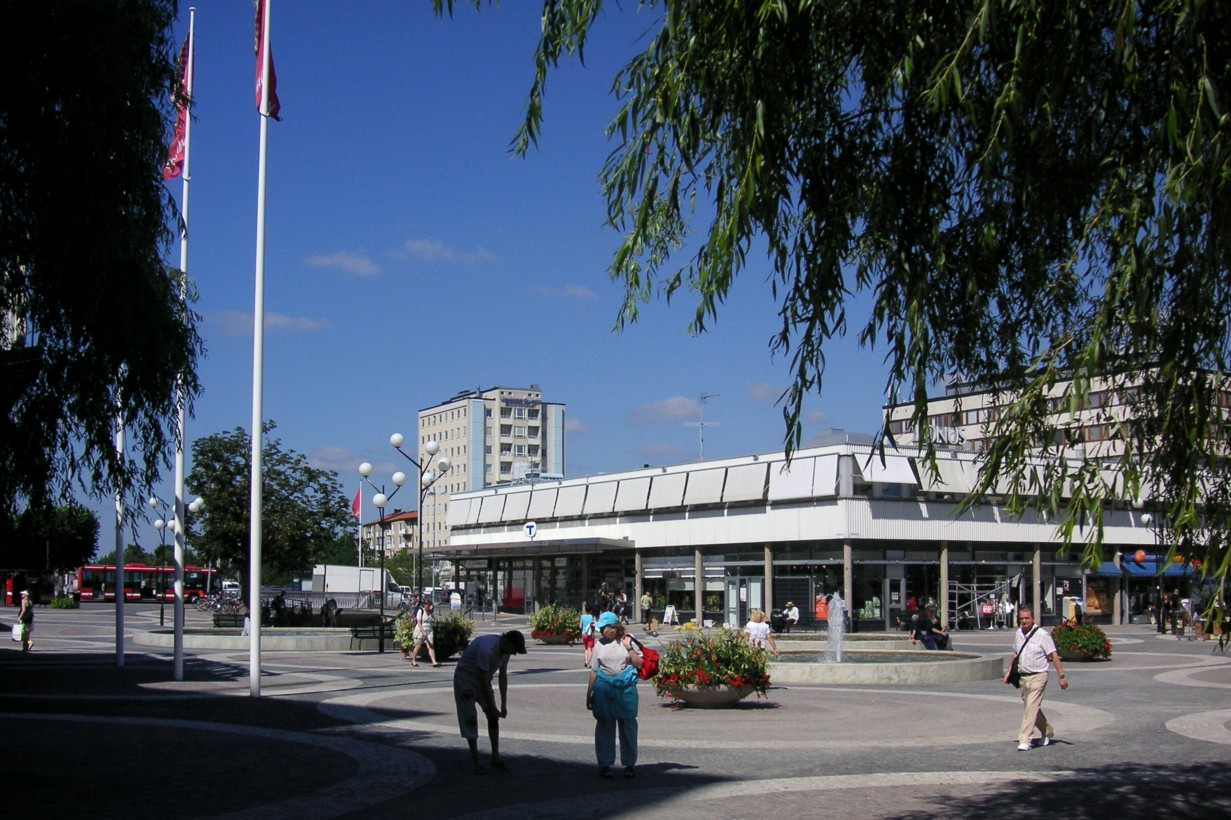
Het station van buiten met links het Kirunaplein
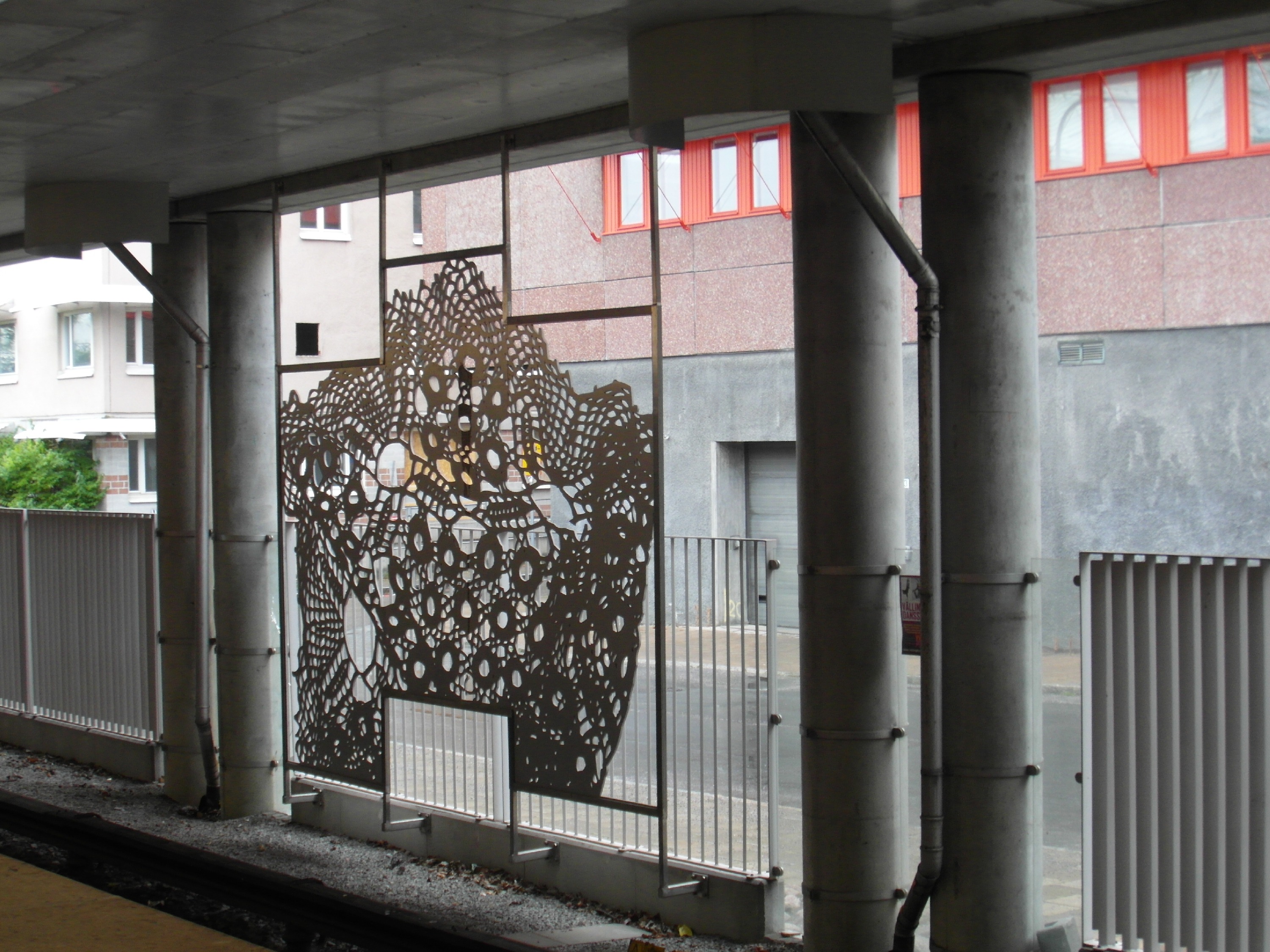
De kunst van Casimir Djuric

Hässelby strand · 
Hässelby gård ·
Johannelund ·
Vällingby ·
Råcksta ·
Blackeberg ·
Islandstorget ·
Ängbyplan ·
Åkeshov· 
Brommaplan·
Abrahamsberg· 
Stora Mossen· 
Alvik · 
Kristineberg · 
Thorildsplan  · 
Fridhemsplan · 
S:t Eriksplan · 
Odenplan  · 
Rådmansgatan  · 
Hötorget · 
T-Centralen ·  
Gamla Stan · 
Slussen · 
Medborgarplatsen ·  
Skanstull · 
Gullmarsplan ·  
Globen ·
Enskede gård ·
Sockenplan ·
Svedmyra ·
Stureby ·
Bandhagen ·
Högdalen ·
Rågsved ·
Hagsätra